# アフガン零年
『アフガン零年』（Osama）は、2003年製作のアフガニスタン、日本（NHK）、アイルランド、イラン、オランダ合作映画。セディク・バルマク監督。
アフガニスタン復興後はじめての映画である。出演者は俳優ではなく、監督が一般の人々の中から見つけた。
カンヌ国際映画祭でカメラ・ドール賞を、ゴールデングローブ賞では外国語映画賞を受賞している。NHKと共同制作され、2003年のNHKアジア・フィルム・フェスティバルでも上映された。

## ストーリー
父親を内戦で失った12歳の少女は、家族を養うために働かなくてはいけなかった。しかし、タリバン政権下では、女性が男性の同伴なしに外出が出来なかったため、彼女は髪の毛を切って少年として牛乳屋で働き始めるが･･･。

## キャスト
- マリナ・ゴルバハーリ（英語版） - オサマ
- モハマド・アリフ・ヘラーティ - お香屋

## 背景
預言者ムハンマドは53歳のとき6歳の女児アーイシャと結婚し、彼女が9歳のときに結婚を完成させた（セックスを遂行した）。そのため保守的イスラームでは、（医学的には危険であるが）9歳以上の女児との結婚・セックスも合法であり、この映画のエンディングのような行為もそのような社会では問題ないとみなされる。一方、イスラーム世界でもリベラル派やフェミニストなどの間からは人権侵害の悪習であるとして、批判する声もある。

## 参照
1. ↑  ブハーリーのハディース集成書『真正集』「婚姻の書」第39節第1項（アーイシャ自身からの伝）、同第40節（アーイシャおよび伝承者ヒシャームからの伝）、同第59節（伝承者ウルワからの伝）その他。